# Stroud
Pour les articles homonymes, voir Stroud (homonymie).
Ne doit pas être confondu avec Strood.
 (mars 2018).
Stroud est une petite ville et une paroisse civile située dans le Gloucestershire, en Angleterre. C'est la principale ville du district de Stroud.

## Géographie
Située à l'ouest des Cotswolds, au lieu de rencontre des Five Valleys (en), la ville est connue pour ses rues escarpées et sa culture café (en).
Bien que ne faisant officiellement pas partie de la ville, les paroisses de Rodborough et Cainscross sont adjacentes à Stroud et sont souvent considérées comme en faisant partie. Les trois paroisses
avaient une population de 23.644 habitants en 2001. Stroud agit comme un pôle attractif pour de nombreux villages et petites villes l'entourant, dont Minchinhampton, Amberley, Slad, Bisley, Stonehouse, Woodchester, Painswick, Chalford, Thrupp, Sheepscombe, Nailsworth, Oakridge et Dursley.
On y trouve aussi le village nommé Bussage

## Enseignement
Les deux principaux établissements scolaires sont Stroud High School (filles) et Marling School (garçons).

## Économie
La fabrique de pianos anglais Bentley y a installé son usine en 1970.

## Personnalités
- Alan Hollinghurst (1954-), écrivain, poète, nouvelliste et traducteur, prix Booker.
- Percival Marling (1861-1936), officier, mort à Stroud.
- William Henry Marling (1835-1919), baronnet, y est né.